# Thomasin McKenzie
Thomasin Harcourt McKenzie, född 26 juli 2000, är en nyzeeländsk skådespelerska. Hon fick uppmärksamhet för sin insats i Debra Graniks dramafilm Leave No Trace 2018. Hon har också medverkat i Jojo Rabbit och True History of the Kelly Gang.

## Filmer
- 2012 – Existence
- 2014 – Consent: The Louise Nicholas Story
- 2014 – A Long Beside
- 2014 – Hobbit: Femhäraslaget
- 2015 – The Boyfriend Game
- 2015 – End of Term
- 2017 – The Changeover
- 2018 – Leave No Trace
- 2019 – The King
- 2019 – Jojo Rabbit
- 2019 – True History of the Kelly Gang Mary
- 2020 – Lost Girls
- 2021 – Last Night in Soho
- 2021 – Old
- 2021 – The Justice of Bunny King
- 2021 – The Power of the Dog
- 2024 – Joy
- 2025 – The Testament of Ann Lee